# Sturdy
Sturdy è un singolo del rapper italiano Rondodasosa, pubblicato il 29 aprile 2022 come estratto dall'album Trenches Baby.

## Descrizione
Il testo della canzone pone al centro l'autostima e l'autodeterminazione del giovane artista e offre uno spaccato sulle sfide della vita nelle periferie delle città. Il singolo prende il titolo dall'omonimo tipo di ballo, divenuto popolare sui social network.

## Video musicale
Il video musicale del brano, diretto da William Thomas, è stato reso disponibile in concomitanza del lancio del singolo sul canale YouTube del rapper. Le riprese sono avvenute il 26 aprile e hanno coinvolto centinaia di fan dell'artista che hanno marciato in un corteo per le strade di Milano.

## Tracce
1. Sturdy – 3:57

## Classifiche
| Classifica (2024) | Posizione massima |
| ----------------- | ----------------- |
| Italia            | 46                |